# Viguieranthus alternans
Viguieranthus alternans es una especie de  arbusto perteneciente a la familia de las fabáceas. Es originaria de Madagascar.

## Descripción
Es un arbusto que se encuentra en los bosques húmedos o sub húmedos a una altitud de  0-499 metros en Madagascar.

## Taxonomía
Viguieranthus alternans fue descrita por (Benth.) Villiers  y publicado en The Leguminosae of Madagascar 273. 2002.
Sinonimia
- Calliandra alternans Benth.
- Calliandra thouarsiana "Baill., p.p.A"
- Feuilleea alternans (Benth.) Kuntze
- Pithecelobium ambiguum Hemsl.[3]